# БМВ Серия 8 (G15)
„БМВ Серия 8“ (BMW 8er) е модел луксозни автомобили (сегмент F) на германската компания „БМВ“, произвеждан в Динголфинг от 2018 година.
Моделът получава името на произвеждания през 1989 – 1999 година модел „Серия 8“, който няма голям търговски успех. С двата модела „БМВ“ се опитва да създаде нова пазарна ниша на луксозни автомобили със спортни характеристики и оборудвани с върхови технологии.
От 2018 година „БМВ Серия 8“ се произвежда във варианти купе и кабриолет с две врати, като се планира и добавянето на седан с четири врати.